# 莫里斯·穆舍罗
莫里斯·穆舍罗（法語：Maurice Moucheraud，1933年7月28日—2020年1月13日），法国男子自行车运动员。他曾代表法国参加1956年夏季奥林匹克运动会自行车比赛，获得男子团体公路赛金牌。